# Infant Ferran d'Aragó
L'Infant Ferran d'Aragó (1248-1251) va ser el novè i últim fill de Jaume I i de Violant d'Hongria. Va morir als tres anys.